# Justyna Kroczak
Justyna Kroczak (ur. 14 września 1986 we Wrocławiu) – polska historyczka filozofii, tłumaczka literatury filozoficznej, adiunkt w Zakładzie Historii Filozofii Uniwersytetu Zielonogórskiego.

## Życiorys
Studia filozoficzne odbyła na Uniwersytecie Zielonogórskim uzyskując w 2009 roku tytuł magistra dzięki pracy napisanej pod opieką Lilianny Kiejzik - Analiza kategorii buntu w filozofii Fiodora Dostojewskiego i Alberta Camusa. W 2012 roku ukończyła studia w Instytucie Filologii Klasycznej i Kultury Śródziemnomorskiej Uniwersytetu Wrocławskiego. Następnie pod opieką Prof Sergiusza Chorużego odbyła staż naukowy w Centrum Synergijnej Antropologii w Moskwie. Pracę doktorską Pawła Florenskiego filozofia wszechjedności napisała pod kierunkiem Lilianny Kiejzik i obroniła w roku 2015 na Uniwersytecie Zielonogórskim. Od 2015 pracuje w Zakładzie Historii Filozofii UZ – początkowo na stanowisku asystenta, a później adiunkta (od 2016).
Justynę Kroczak interesuje przede wszystkim filozofia bizantyńska, platonizm i neoplatonizm, rosyjska filozofia religijna, w szczególności zaś myśl na Rusi Kijowskiej w średniowieczu. Piastuje posadę pracownika naukowego w  Międzynarodowym Centrum Badań nad Filozofią Rosyjską (ros. Международный центр изучения русской философии) przy Petersburskim Uniwersytecie Państwowym.

## Nagrody naukowe i członkostwo w towarzystwach naukowych
Justyna Kroczak jest członkiem Zielonogórskiego Oddziału Polskiego Towarzystwa Filozoficznego.
- Grant Narodowego Centrum Nauki[3]
- Nagroda PAN (oddział w Poznaniu) na najlepszą oryginalną pracę twórczą doktoranta w roku 2015 (Pawła Florenskiego filozofia wszechjedności, IFiS PAN, Warszawa 2015)[4]

## Wybrane publikacje

### Publikacje książkowe
- Pawła Florenskiego filozofia wszechjedności. Warszawa: Wydawnictwo IFiS PAN, 2015. 206 s.

### Przekłady
- Florenski Paweł. Moim dzieciom. Wspomnienia dawnych dni (fragmenty) / przeł. Justyna Kroczak. Zielona Góra: Oficyna Wydawnicza Uniwersytetu Zielonogórskiego, 2016. 128 s.